# Lev Alburt
Lev Osipovich Alburt (21 de agosto de 1945, Orenburg, Rusia) es un maestro internacional de ajedrez y escritor de temas relacionados con este deporte. Ha obtenido el título de campeón de Ucrania en tres ocasiones y después de desertar a Estados Unidos en 1979, se convirtió por tres veces en campeón de Estados Unidos de ajedrez.

## Carrera
Lev Alburt ha ganado el campeonato de ajedrez de Ucrania en tres ocasiones, entre los años 1972 y 1974. Obtuvo el título de Maestro Internacional en 1976 y el de Gran Maestro Internacional en 1977. 
Alburt desertó a Estados Unidos en 1979. En 1980, Alburt lideró el equipo norteamericano en las Olimpiadas de Ajedrez, celebradas en Malta.  Alburt ha ganado el campeonato de ajedrez de Estados Unidos en 1984, 1985 y 1990. En 1986, empató un encuentro a ocho partidas con el campeón británico, Jonathan Speelman.

## Otras actividades relaciones con el ajedrez
Alburt es autor de varios libros sobre ajedrez. En 2004, fue galardonado con el título de entrenador senior de la FIDE.  
Tiene su nombre una variación de la Defensa Alekhine: La variación Alburt (1.e4 Nf6 2.e5 Nd5 3.d4 d6 4.Nf3 g6).

## Partida destacada
En el campeonato de Estados Unidos de 1990, Alburt derrotó en cuatro ocasiones al campeón vigente de Estados Unidos, Yasser Seirawan, en su camino para conseguir el campeonato en tercera ocasión, con las piezas negras: 
1.d4 Nf6 2.Nf3 c5 3.c3 d5 4.Bf4 e6 5.e3 Bd6 6.Bb5+ Nc6 7.Qa4 Bxf4 8.exf4 Qb6 9.Nbd2 0-0 10.dxc5 Qxc5 11.0-0 Bd7 12.Bxc6 bxc6 13.Qd4 Qe7 14.b4 c5 15.bxc5 Rfc8 16.Nb3 a5 17.Rfc1 a4 18.Nbd2 Qxc5 19.c4 Rab8 20.Qxc5 Rxc5 21.Ne5 Rcc8 22.Rab1 Kf8 23.a3 Ke7 24.g3 Rxb1 25.Rxb1 Rc7 26.Kf1 Be8 27.Ke1 h5 28.f3 Nd7 29.Nxd7 Bxd7 30.Rb4 Kd6 31.Kf2 Kc5 32.Ke3 Bc6 33.h4 Rd7 34.g4 Rd8 35.g5 Rd7 36.Ke2 Rb7 37.Rxb7 Bxb7 38.cxd5 exd5 39.Ke3 Bc8 40.Kd3 Bf5+ 41.Ke3 g6 42.Nf1 Kc4 43.Ng3 d4+ 44.Kd2 Kb3 45.Ne2 Kxa3 46.Nxd4 Kb2 47.Nb5 a3 48.Nxa3 Kxa3 49.Kc3 Ka2 0–1

## Libros
- Alburt, Lev; Schiller, Eric (1985). The Alekhine for the Tournament Player. American Chess Promotions. ISBN 0-7134-1596-7.
- Alburt, Lev; Chernin, Alexander (2001). Pirc Alert!. W W Norton & Co Inc. ISBN 978-1-889323-07-7.
- Alburt, Lev (2002). Building Up Your Chess: The Art of Accurate Evaluation and Other Winning Techniques. Newmarket Press. ISBN 978-1-889323-08-4.
- Alburt, Lev; Krogius, Nikolai (2005). Just the Facts!: Winning Endgame Knowledge in One Volume (second edición). Chess Information and Research Center (distributed by W. W. Norton). ISBN 1-889323-15-2.
- Lev Alburt, with Roman Dzindzichashvili y Eugene Perelshteyn (2006).  Chess Information and Research Center, ed. Chess Openings for White, Explained. ISBN 978-1-889323-11-4.